# اوالد بالزر
اوالد بالزر (انگلیسی: Ewald Balser؛ ۵ اکتبر ۱۸۹۸ – ۱۷ آوریل ۱۹۷۸) یک هنرپیشه اهل آلمان بود. وی بین سال‌های ۱۹۳۵ تا ۱۹۷۵ میلادی فعالیت می‌کرد.
از فیلم‌ها یا برنامه‌های تلویزیونی که وی در آن نقش داشته است می‌توان به رامبرانت، محاکمه اشاره کرد.